# Семенов Михайло Миколайович
Михайло Миколайович Семенов (рос. Михаил Николаевич Семёнов; нар. 3 квітня 1969, Хабаровськ, РРФСР) — радянський та російський футболіст, універсал, тренер.

## Життєпис
Вихованець ДЮСШ СКА Хабаровськ. В 1986 опинився в команді другої ліги СКА, з 1990 року став гравцем основного складу. Грав у СКА до 1998 року, провів 243 матчі та відзначився 30-ма голами. З 1999 року грав у новокузнецькому «Металургу», де провів 8 поєдинків, забив 1 м'яч. Цього ж року вирішив повернутися до рідної «СКА-Енергії» та провів 14 матчів. 2000 року вирішив повернутися до Новокузнецька. 2001 року грав за «Селенгу». З 2002 по 2005 рік провів частину кар'єри у ФК «Зміна» з Комсомольська-на-Амурі, де завершив кар'єру гравця.
З 28 листопада 2010 року розпочав тренерську кар'єру, очолив благовіщенський «Амур-2010». Після закінчення сезону 2011/12 років пішов у відставку. З 19 червня 2012 року очолив «Зміну» (Комсомольськ-на-Амурі). Клуб у сезоні 2015/2016 виграв зональну першість ПФЛ та отримав путівку до ФНЛ, але після відмови виходу до першого дивізіону, головний тренер вирішив залишити посаду. З 5 липня 2016 року — старший тренер ФК «Кубань» (Краснодар). З 5 по 10 жовтня, після відходу Дана Петреску, виконуючий обов'язки головного тренера.
20 липня 2018 року заявлений як тренер новоствореного ФК «Урожай».
З 2019 року старший тренер футбольного клубу «Балтика» (Калінінград).

## Досягнення

### Як гравця
«СКА-Енергія»
- Друга ліга СРСР
  -  Чемпіон (1): 1987 (4-та зона)

- Другий дивізіону Росії
  -  Срібний призер (1): 1997
  -  Бронзовий призер (1): 1999

«Металург» (Новокузнецьк)
- Другий дивізіону Росії
  -  Чемпіон (1): 2000

### Кар'єра тренера
«Зміна»
- Другий дивізіону Росії
  -  Чемпіон (1): 2015/16
  -  Бронзовий призер (1): 2013/14